# Sander Eitrem
Sander Eitrem (12 de febrero de 2002) es un deportista noruego que compite en patinaje de velocidad sobre hielo.
Ganó tres medallas en el Campeonato Mundial de Patinaje de Velocidad sobre Hielo en Distancia Individual, en los años 2024 y 2025, dos medallas en el Campeonato Europeo de Patinaje de Velocidad sobre Hielo, en los años 2023 y 2025, y dos medallas en el Campeonato Europeo de Patinaje de Velocidad sobre Hielo en Distancia Individual de 2024.

## Palmarés internacional
| Campeonato Mundial en Distancia Individual | Campeonato Mundial en Distancia Individual | Campeonato Mundial en Distancia Individual | Campeonato Mundial en Distancia Individual |
| Año                                        | Lugar                                      | Medalla                                    | Prueba                                     |
| ------------------------------------------ | ------------------------------------------ | ------------------------------------------ | ------------------------------------------ |
| 2024                                       | Calgary (Canadá)                           | Medalla de plata                           | Persecución por equipos                    |
| 2024                                       | Calgary (Canadá)                           | Medalla de bronce                          | 5000 m                                     |
| 2025                                       | Hamar (Noruega)                            | Medalla de oro                             | 5000 m                                     |
| Campeonato Europeo                         |                                            |                                            |                                            |
| Año                                        | Lugar                                      | Medalla                                    | Prueba                                     |
| 2023                                       | Hamar (Noruega)                            | Medalla de plata                           | Clasificación general                      |
| 2025                                       | Heerenveen (Países Bajos)                  | Medalla de oro                             | Clasificación general                      |
| Campeonato Europeo en Distancia Individual |                                            |                                            |                                            |
| Año                                        | Lugar                                      | Medalla                                    | Prueba                                     |
| 2024                                       | Heerenveen (Países Bajos)                  | Medalla de oro                             | Persecución por equipos                    |
| 2024                                       | Heerenveen (Países Bajos)                  | Medalla de bronce                          | 5000 m                                     |